# Геворкян, Эмиль Сосевич
Эмиль Сосевич Геворкян  (или Геворгян, арм. Գևորգյան Էմիլ Սոսի) — армянский биолог. Доктор биологических наук, действительный член Национальной академии наук Армении. Сопредседатель международного совета МААН по биологии.

## Биография
Родился 27 июня 1947 в Ереване. В 1970 году окончил биологический факультет Ереванского государственного университета. С 1974 года кандидат биологических наук. Работал в Ереванском государственном университете (c 1979 — доцент, c 1992 — профессор). С 1994 года возглавлял лабораторию субклеточных структур. Декан факультета биологии Ереванского государственного университета. Ездил в командировки в Болонью и Харбин, США.

## Членство в обществах и комиссиях
- Член комиссии при президенте РА по выработке научно-технической политики
- Член комиссии при правительстве РА по науке и передовым технологиям
- Член ученого совета ЕрГУ

## Область научных интересов
- Изучение молекулярных механизмов внутриклеточной регуляции гормонами разной природы, как на уровне генома клеток, так и на уровне клеточных мембран
- Изучение взаимозависимого функционирования механизмов стероидной индукции и модификации белков, воздействия гормонов на метаболизм фосфолипидов и полифосфоинозитидов в субклеточных структурах, в ядерных мембранах, во внутриядерных структурах.

## Труды
- «Исследование гормональной индукции холинэстеразы». ЕрГу. Дис. кан. биолог. наук. Ер., 1974.
- «Стероидная индукция и модификация белковых взаимосвязей». ЕрГу. Дис. док. биолог. наук. Ер., 1990.